# Clain
Der Clain ist ein etwa 144 km langer Fluss in der Region Nouvelle-Aquitaine in Frankreich. Er entspringt im Gemeindegebiet von Hiesse, entwässert generell in nördlicher Richtung und mündet bei Cenon-sur-Vienne, südlich der Stadt Châtellerault als linker Nebenfluss in die Vienne. Auf seinem Weg durchquert er die Départements Charente und Vienne. Der nur wenig hochwassergefährdete Fluss trat zuletzt im Dezember des Jahres 1982 über die Ufer und setzte einige Straßenzüge in Poitiers unter Wasser.

## Orte am Fluss
(Reihenfolge in Fließrichtung)
- Hiesse
- Pressac
- Sommières-du-Clain
- Vivonne
- Iteuil
- Ligugé
- Saint-Benoît
- Poitiers
- Chasseneuil-du-Poitou
- Jaunay-Clan
- Naintré
- Cenon-sur-Vienne

## Sonstiges
- Der im Jahr 1848 erschienene Roman Mademoiselle de la Seiglière von Jules Sandeau spielt an den Ufern des Clain.
- Das Lied Les rives du Clain von Ernest Chebroux besingt ebenfalls die Ufer des Clain.